# Poibrene
Poibrene (bulgariska: Поибрене) är ett distrikt i Bulgarien.   Det ligger i kommunen Obsjtina Panagjurisjte och regionen Pazardzjik, i den centrala delen av landet, 60 km öster om huvudstaden Sofia.
I omgivningarna runt Poibrene växer i huvudsak blandskog. Runt Poibrene är det ganska glesbefolkat, med 32 invånare per kvadratkilometer.